# Schule Schloss Salem
Die Schule Schloss Salem ist ein Internat mit Hauptsitz in der ehemaligen Reichsabtei Salem in der Gemeinde Salem unweit des Bodensees. Gegründet wurde die heute an drei Standorten arbeitende Internatsschule im April 1920. Von Anfang an war die Schule koedukativ. Die Gründer Kurt Hahn, Karl Reinhardt und Max von Baden standen der Reformpädagogik nahe und entwickelten trotz unterschiedlicher politischer Überzeugungen gemeinsam die bis heute verbindlichen pädagogischen Strukturen und Grundsätze für Salem.

## Überblick
Die Schule Schloss Salem besteht heute aus räumlich getrennten Teilschulen. Am Gründungsstandort Schloss Salem befinden sich die Jahrgangsstufen 5–10, die Oberstufe an den beiden Überlinger Standorten Schloss Spetzgart (Jahrgangsstufe 10PLUS und 11) und dem im Jahre 2000 eingeweihten Campus Härlen (Jahrgangsstufe 12 und Salem Kolleg). Der Standort Burg Hohenfels wurde zum Ende des Schuljahres 2016/2017 geschlossen. Zum Schuljahr 2017/2018 zogen die Jahrgangsstufen 5 bis 7 in das Rentamt am Standort Schloss Salem. Heute leben und lernen dort die Jahrgangsstufen 5 und 6. Den Standort Burg Hohenfels erwarb 2019 der Verein EOS-Erlebnispädagogik, um dort ein Tagungszentrum aufzubauen.
Die Schülerzahl betrug bereits über 700, inzwischen hat die Schule je etwa 300 weibliche und männliche Schüler, etwa 10 % davon sind externe Schüler, die nicht im Internat wohnen.
Rund 40 Prozent der Schüler haben einen internationalen Familienhintergrund, gut 20 Prozent der Schülerschaft erhalten derzeit ein Leistungsstipendium.

## Geschichte

### 1919 bis 1933

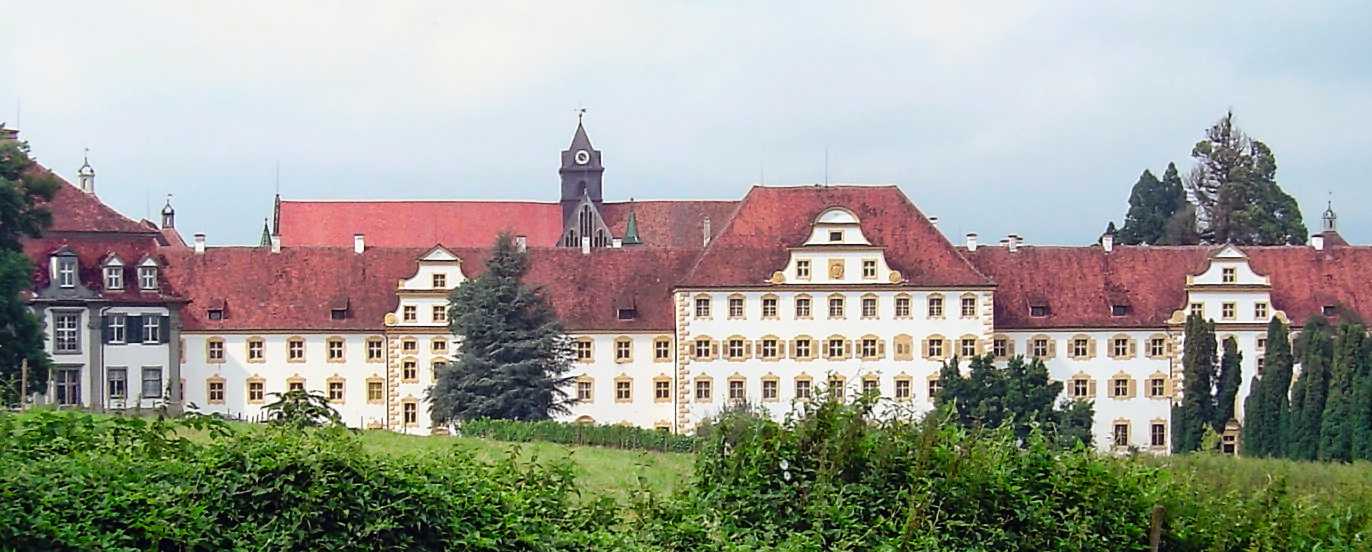
Schloss Salem (Südansicht) in der Gemeinde Salem

#### Gründung als Stiftung
Am 14. April 1920 eröffneten nach Vorarbeiten im Sommer 1919 der Politiker und Pädagoge Kurt Hahn:S. 308 ff. und dessen Freund, der ehemalige Reichskanzler Max Prinz von Baden, sowie Geheimrat Karl Reinhardt das Landschulheim Schloss Salem. Zunächst sollte dem Projekt nach dem Willen seiner Gründer kein moderner reformpädagogischer, sondern ein nationalkonservativer politischer Bildungsauftrag innewohnen. Das Konzept aus dem September 1919 sah zwei Klassen nebst Alumnat für wenige Schüler im Nordflügel des Salemer Schlosses vor. Die Stiftungsurkunde wurde am 16. Dezember 1919 notariell beglaubigt und eine Woche später vom neuen badischen Staatsministerium approbiert. Antrieb für diese schnelle Gründung nach dem Krieg waren auch steuerliche Gründe sowie die Furcht des Badener Prinzen Max vor dem so genannten Reichsnotopfer, welches Erwähnung in der Stiftungsurkunde fand. Das großherzogliche Haus Baden stiftete 800.000 Mark für das Projekt. Max von Baden wurde nach seinem Badener Thronverzicht großzügig finanziell entschädigt.:S. 475
Aus den persönlichen Erfahrungen in der Zeit des Kaiserreiches und des Ersten Weltkrieges erhielt Salem von seinen Gründern den politischen Auftrag einer Erziehung zur Verantwortung. Ziel war – fern von „den das Volksleben ankränkelnden Städten“ (so der fürstliche Schulstifter in der von Hahn aufgesetzten Eröffnungsrede:S. 483) – die Bildung einer neuen geistigen Elite Deutschlands nach dem verlorenen Krieg. Kurt Hahn formulierte: „Wollen wir die Seele unseres Volkes erobern, so müssen wir, wie Wilhelm der Eroberer unsere Zwingburgen aufrichten. Wir brauchen ummauerte Kulturzentren.“ Käme Deutschland „wieder auf den Weg zur Weltmacht, hinge alles davon ab, daß – wenn einmal wieder eine große Stunde kommt – sie ein würdigeres Geschlecht findet als 1914.“

#### Hyperinflation
1924 wurden die ersten fünf Abiturienten noch extern examiniert, von den damals 75 Schülern wohnten ungefähr 40 im Internat. Die Hyperinflation im Jahre 1922/1923 bedeutete für das Landschulheim eine schwere finanzielle Krise, die zu einer Neuausrichtung bei der aufzunehmenden Schülerschaft führte. Da eine Forderung nach Inflationsausgleich an den badischen Teilstaat vom damaligen Ministerpräsident Heinrich Köhler (Zentrum) abgewiesen wurde, gründete Hahn zusammen mit seinen wichtigsten Mitarbeiterinnen Lina Richter und Marina Ewald die Vereinigung der Freunde Salems, die erfolgreich Spendengelder sammeln konnte. Größere Beträge wurden von den Familien Hahn, Delbrück und Mosse bereitgestellt. Die neue kaufmännische Schuldirektorin und spätere Widerstandskämpferin Elisabeth von Thadden wurde von Mitgründer Max von Baden ob ihres erfolgreichen Wirkens als „guter Griff“ bezeichnet. Zukünftig nahm die Schule möglichst viele vollzahlende Kinder auf, was eine „gewisse Überfüllung oder besser ein starkes Zusammenrücken“ ergab, wie Prinz Max formulierte.:S. 484 Dennoch forderte die Schule pro Monat 200 Mark sowie zusätzlich geringfügige Extras, was auch für begüterte Eltern wie die der Familie Mann ein stolzer Betrag war. 1926 legte auch Berthold Markgraf von Baden, Sohn des Mitgründers, sein Abitur in Salem ab.

#### Zweigschulen

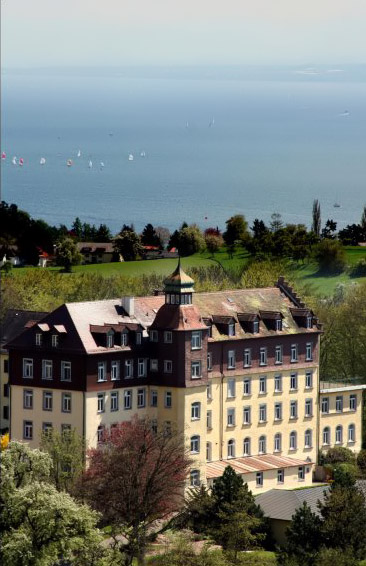
Schloss Spetzgart in Überlingen

Um 1930 folgten die Gründungen von Zweigschulen in der Nachbarschaft des Salemer Schlosses: für die Unterstufe waren dies Schloss Hohenfels und der Hermannsberg (Hattenweiler); bereits 1929 war in Überlingen Schloss Spetzgart zunächst als Mädchenschule für die Mittel- und Oberstufe gegründet worden. Die verschiedenen Standorte prägen die Salemer Erziehung strukturell bis heute, da sie die Möglichkeit altersdifferenzierter Erziehung bieten.

### 1933 bis 1945
In der Zeit des Nationalsozialismus ging Salem, 1934–1943 unter der Leitung von Heinrich Blendinger (1881–1957) stehend, durch die „schwierigste Phase seiner Geschichte“. Zwischen Schule und NS-Bewegung bestand ein spannungsreiches Verhältnis und die Machtergreifung 1933 führte beinahe zu deren Auflösung. Da ihr Fortbestand aber für den NS-Staat von Bedeutung schien, konnte sie ihre Arbeit bis in die letzten Kriegsmonate fortsetzen. Entgegen anderslautender Angaben wurde Salem keine Nationalpolitische Erziehungsanstalt (Napola). Die Behauptung, dass es Salem „im ganzen gelang, die Kontinuität der Schule zu erhalten“ und der Nationalsozialismus „den Kern Salems [nicht] treffen“ konnte, blieb lange ohne kritische Überprüfung. Die erste kritische Untersuchung zur Schulgeschichte im Nationalsozialismus zeigte, dass auch Salem gleichgeschaltet war und NS-affine Schulleiter hatte, die nach und nach alle jüdischen Schüler und Mitarbeiter entließen. Kurt Hahn, der selbst Jude war, wurde im März 1933 fünf Tage lang im Überlinger Gefängnis in „Schutzhaft“ genommen und musste die Schulleitung abgeben. Er konnte nach Intervention einflussreicher Kreise im Juli des Jahres nach Großbritannien emigrieren. Dort hatte er maßgeblichen Anteil an der Gründung des schottischen Internats Gordonstoun, das später prominente Schüler wie Charles III hatte.
Mit Gustav Mittelstraß (1891–1943) hatte die Schule bereits 1933 einen nationalsozialistisch „gefestigten“ Schulleiter gefunden, der die vom NS-Staat an Salem gerichtete Erwartung, eine „Musterschule im Sinne des neuen deutschen Reichs“ zu werden, zu erfüllen suchte. Im Herbst 1934 waren 94 % der Schülerschaft in der Hitlerjugend. Vom Birklehof hatte Mittelstraß seinen Kollegen Johannes Fluck nach Salem mitgebracht, der als überzeugter Nationalsozialist die Aufgabe erhielt, die HJ-Gruppe zu führen und auszubauen. Viele der neuen und alten Lehrer waren in die NSDAP, den NS-Lehrerbund sowie in die SA eingetreten.
Seit 1934 habe dann Mittelstraß’ Nachfolger Heinrich Blendinger als NSDAP-Mitglied den Versuch unternommen, „dank gewisser Konzessionen in heiklen Gratwanderungen möglichst viel vom Geist Salems zu retten.“
Zeitzeugen zufolge standen auf dessen Schreibtisch „Bilder Hitlers und Kurt Hahns“. Ab 31. August 1941 unterstand Salem wie alle vormals privaten deutschen Internate der Inspektion deutscher Heimschulen unter SS-Obergruppenführer August Heißmeyer. In den letzten beiden Kriegsnummern der Schulzeitung Schule Schloss Salem (Nr. 26, Januar 1941, und Nr. 27, Dezember 1942) veröffentlichte die Schulleitung „in Memoriam“ die Kurzbiografien „unserer Gefallenen“: 79 Wehrmachts- und SS-Angehörige aus den Reihen der ehemaligen Schüler und Lehrer. Im Frühjahr 1943 erkrankte Schulleiter Heinrich Blendinger und wurde arbeitsunfähig. Vom 1. Juni 1943 bis zu den Weihnachtsferien 1943 vertrat ihn intern der Salemer Lehrer Carl Theil, bevor im Januar 1944 mit SS-Obersturmführer Walter Schmitt erstmals ein Angehöriger der SS die Leitung der Schule übernahm. Die Frauenschule in Spetzgart wurde aufgelöst, Schloss Hohenfels zugunsten eines Rüstungsbetriebs geschlossen; alle alten Lehrer mussten die Schule im Dezember 1944 verlassen.
Nach dem Krieg wurde die Schule im Juli 1945 durch die französische Militärregierung vorübergehend geschlossen.

### 1945 bis 1970
Im November 1945 wurde Salem unter der Leitung von Marina Ewald, die seit der Gründung der Schule in Salem wirkte, und mit Unterstützung von Berthold von Baden wiedereröffnet. Die anderen Teilschulen folgten in den nächsten Jahren. 1950 erfolgte die Gründung der „Altsalemer Vereinigung“ (ASV).
In den nächsten Jahren gelang der Schule unter der wechselnden Leitung von Georg Wilhelm von Hannover, Axel von dem Bussche, Horst Freiherr von Gersdorff und Hartwig von Bernstorff bis in die sechziger Jahre hinein die Konsolidierung.
Kurt Hahn hatte nach dem Zweiten Weltkrieg Anteil an der Gründung folgender Schulen, die sich an seinen pädagogischen Prinzipien orientieren:
- 1949: Anavryta, Griechenland
- 1949: Stiftung Louisenlund, Deutschland
- 1955: Battisborough, England
- 1959: Rannoch, Schottland
- 1959: Box Hill School, England
- 1965: Athenian School, USA

Eine weitere wichtige durch Kurt Hahn beeinflusste Schulgründung ist darüber hinaus das Atlantic College in Wales, das im August 1962 mit 54 Schülern eröffnete. Das Atlantic College ist die Gründungsschule der United-World-College-Bewegung, die durch multinationale Bildung und soziales Engagement zu Toleranz und sozialer Verantwortung erziehen will.
Zu Kurt Hahns 80. Geburtstag im Juni 1966 gründete Jocelin Winthrop-Young in Salem die sogenannte Round Square Conference, benannt nach einem kreisrunden historischen Gebäude mit Innenhof [= square] in Gordonstoun. Dieser internationale Zusammenschluss von Internatsschulen auf der ganzen Welt legte einen Grundstein für die Internationalität Salems, die heute in Form des International Baccalaureate, einer internationalen Schüler- und Lehrerschaft und einem weit ausgestalteten System von Schüleraustausch ihren Ausdruck findet.

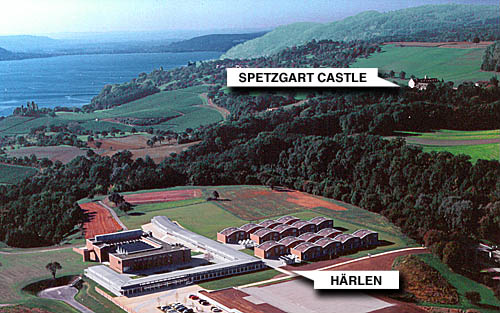
Standorte Härlen und Spetzgart in Überlingen

### 1970 bis 2005
Trotz der wirtschaftlich schwierigen Lage Salems in den frühen 1970er Jahren wurde unter Leitung von Ilse Lichtenstein-Rother und ab 1974 unter Leitung von Bernhard Bueb dem Oberstufenkolleg in Spetzgart Gestalt gegeben. Darüber hinaus kam es zu einer Fortentwicklung der anderen Salemer Teilschulen. Kurt Hahn begleitete diese Entwicklung bis zu seinem Tod 1974.
Mitte der 1980er Jahre geriet Salem durch ein Zerwürfnis mit dem Markgrafen als Besitzer des Salemer Schlosses in eine bedrohliche Lage, die Kündigung der Nutzungsrechte des Schlosses war bereits ausgesprochen.
1996 wurde eine Einigung zwischen dem Haus Baden und der Schule mit einem langfristigen Miet- und Pachtvertrag erreicht. Nichtsdestotrotz verwirklichte der Leiter der Schule Schloss Salem mit Unterstützung des Vorstandes des Trägervereins auch durch Spenden aus der Altschülerschaft in den späten 1990er Jahren die Erweiterung der Oberstufe durch den Bau des Salem International College bei Überlingen. Mit einem Bauvolumen von etwa 70 Millionen DM stellte diese Gründung das bis dahin größte private Schulbauprojekt Deutschlands dar. Die Realisierung erfolgte durch Arno Lederer, Jórunn Ragnarsdóttir und Marc Oei, Stuttgart.
Im Jahr 2005 schieden Bernhard Bueb als Gesamtleiter der Schule Schloss Salem und Dieter Plate als Internatsleiter des Salem International College nach mehr als 30 Dienstjahren aus ihren Ämtern aus.

### Seit 2005
Nach Bernhard Bueb übernahm Ingrid Sund, vormals Leiterin der Deutschen Schule in Paris, die Gesamtleitung, Pelham Lindfield-Roberts die Internatsleitung der Oberstufe. Die doppelte Umbesetzung führte bald zu Spannungen, und nach nur neun Monaten gab der Internatsvorstand im Mai 2006 die Trennung von Lindfield-Roberts bekannt. Im Sommer desselben Jahres trat auch Sund von ihrer Position zurück und wechselte zur Urspringschule. Der Vorstand des Internatsvereins konstituierte sich daraufhin neu.
Nach einer Neuorientierungsphase ohne Gesamtleitung bekleidete Eva Marie Haberfellner diese Position ab 1. Januar 2007. Ihre Amtszeit war zunächst als Interim geplant, auf Grund von Schwierigkeiten bei der Findung einer geeigneten Leiterpersönlichkeit wurde diese aber bis zum 31. August 2011 verlängert.
Zum 1. September 2010 sollte Monika Zeyer-Müller die Schulleitung übernehmen. Die Schulleiterin des Alexander-von-Humboldt-Gymnasiums in Schweinfurt stand an ihrer eigenen Schule in der Kritik. Zeyer-Müller, Tochter des ehemaligen saarländischen Ministerpräsidenten Werner Zeyer, betonte, sie werde sich an der Schloss Salem parteipolitisch neutral verhalten und ihre CSU-Mitgliedschaft ruhen lassen. Diese Personalentscheidung löste auch Kritik aus und wurde nach einigen Wochen zurückgenommen, um einen Imageschaden zu vermeiden. Wegen dieser Personalie erklärten der Vorstand und Aufsichtsrat der Schule geschlossen den Rücktritt.
Im Zuge des medialen Interesses um den Missbrauchsskandal an Internaten berichtete der ehemalige Schulleiter der Schule Bueb im März 2010 überraschend von Missbrauchsfällen in Salem. Die Schulleitung ging daraufhin jedem einzelnen Verdachtsfall der Vergangenheit nach. Es stellte sich heraus, dass die wenigen Fälle lange zurücklagen und dass die Schule bei Bekanntwerden jeweils konsequent reagiert und sich von den betreffenden Mitarbeitern sofort getrennt hatte. Vor diesem Hintergrund erklärte der Aufsichtsratsvorsitzende der Schule, Robert Leicht, zum Abschluss der Arbeit einer Ombudsstelle: „Missbrauch hat es nicht in einem systemischen Umfang gegeben – und systemisch heißt für mich: Die Schulleitung weiß es, tut aber nichts… Und was die Zukunft betrifft: Es geht nicht nur darum, Verstöße gegen das Strafrecht zu unterbinden. Schon Distanzlosigkeit von Erwachsenen im Umgang mit Schülern ist ein Grund einzuschreiten. Pädagogisches Ethos darf eben nicht mit angeblich pädagogischem Eros verwechselt werden.“
Von August 2012 bis Januar 2022 war Bernd Westermeyer Gesamtleiter der Schule Schloss Salem gGmbH und Vorsitzender der Geschäftsführung. Er kam von der Landesschule Pforta, die er fünf Jahre als rector Portensis leitete.
Zum Schuljahr 2017 wurden die Unter- und Mittelstufe am Gründungsstandort Schloss Salem zusammengeführt und die Burg Hohenfels nach über achtzigjähriger Nutzung als Unterstufenstandort verkauft. Dieser Schritt war am Standort Schloss Salem verbunden mit Investitionen in Höhe von über 22 Millionen Euro (Sanierung des Außensportplatzes sowie des „Rentamts“ als Solitärgebäude für die Jahrgangsstufen 5 und 6, zweite Sporthalle, Erweiterung der Naturwissenschaften, neue Esssäle für die Jahrgangsstufen 5–8, internatlicher Ausbau der Mittelachse des Schlosses mit „Study Hall“ als Selbstlernzentrum für die Jahrgangsstufe 10 sowie neuen Unterkünften für die Mädchen der Jahrgangsstufe 10, Neubau von Innungswerkstätten und Unterrichtsräumen für die Jahrgangsstufen 7 und 8 sowie einer Multifunktionsaula mit 350 Plätzen und permanenter Bühne in der ehemaligen Schrote).

### 100-jähriges Jubiläum
Der für den 3. April 2020 geplante Festakt zum 100. Geburtstag der Schule musste auf Grund der COVID-19-Pandemie auf Mai 2021 aufgeschoben werden.

## Schulpublikationen
Die Schule veröffentlichte von 1926 bis 1942 (Nummern 1–27) und – nach kriegsbedingter Unterbrechung – von 1949 (Nummer 28) bis 1991 (Nummer 58) in eigenem Druck und Verlag die Salemer Hefte, ein Periodikum mit Aufsätzen, Berichten und Reden ihrer Leiter, pädagogischen Mitarbeiter und Schüler. Eine gleichnamige Schriftenreihe, hrsg. vom Kulturamt Bodenseekreis Salem, gibt es seit 2007; bis 2019 sind acht Themenbände und Ausstellungskataloge zum vormaligen Kloster und zur Schule erschienen.

## Konzept
Der Claim Salems lautet seit 2008 „Persönlichkeiten bilden“. Die Formulierung ist bewusst doppeldeutig gewählt und meint, dass zum einen Lehrer-Persönlichkeiten den Schul- und Internatsalltag in Salem gestalten, zum anderen aber die Schüler über eine fundierte akademische Ausbildung hinaus ihre Talente und Begabungen nach besten Kräften entwickeln sollen. Es geht dabei vor allem um Charakterbildung im Rahmen der ganzheitlichen Erziehung an der Schule.
Erfahrungsgestützte Einheit von Erziehung und Unterricht, von Leben und Lernen, ob in sozialer, akademischer oder musisch-kreativer Perspektive, ist Leitvorstellung der Salemer Pädagogik. Dieses Konzept wurde bereits 1930 von Kurt Hahn für die von ihm gegründeten Schulen in seinen so genannten Sieben Salemer Gesetzen zusammengefasst. Die Salemer Dienste, Handwerk, Sport, Musik, Theater, Erlebnispädagogik, eine Vielzahl von Arbeitsgemeinschaften und nicht zuletzt das Erfahrungsfeld Internat stehen zusammen mit dem schulischen Unterricht für den ganzheitlichen Erziehungs- und Bildungsanspruch Salems.
Während der Siebziger- und Achtzigerjahre hatte die Schule unter ihrem Leiter Bernhard Bueb mit Leistungs- und Disziplinproblemen innerhalb der Schülerschaft zu kämpfen. Verbunden mit der Herkunft vieler Schüler aus begüterten Elternhäusern geriet Salem in den Ruf einer Verwahranstalt für wohlstandsverwahrloste Kinder.
Unter diesem Eindruck wandte sich Bueb eindeutig konservativeren Ideen zu und setzte eine konsequentere und stärker an Leistung und Autorität orientierte Pädagogik durch, die er nach seiner Leiterzeit in seinem 2006 erschienenen Buch Lob der Disziplin darlegte. Kinder und Jugendliche sollten von den Lehrern Zuwendung und Ermutigung erfahren, aber auch klare Ansprüche und Konsequenz, um ihre Talente ganzheitlich zu entwickeln und Verantwortung zu lernen. Bueb beklagt die Diskreditierung jeglicher Autorität durch die Erfahrung des Nationalsozialismus. Furcht spiele eine positive Rolle in der Erziehung, weil die Furcht vor Strafe den Respekt vor Regeln und Grenzen fördere. Diese Positionen erfuhren harsche öffentliche Kritik. Konkret führte Salem in den 1990er Jahren wesentlich strengere Kontrollen, z. B. bei Alkohol und illegalen Drogen, und Strafen bis hin zum Schulverweis ein.
Die Qualität der schulischen Ausbildung spielt im Vergleich zu den Gründungsjahren der Schule eine zunehmend wichtige Rolle. Die Einführung des IB-Systems, die internationale Schüler- sowie Lehrerakquise und die seit den 1980er Jahren gezielt entwickelte Stipendienpolitik dienen dem Ziel, den schulischen Standard zu heben und das Schul- und Internatsleben durch eine leistungsbereite und breit gefächerte Schülerschaft zu bereichern. Die Schule stellt für diese Nachwuchsförderung jährlich 2,1 Millionen Euro zur Verfügung. In Salem leben und arbeiten Schüler und Mitarbeiter aus mehr als 40 Nationen.

## Abschlüsse
Salem ist ein staatlich anerkanntes Gymnasium, an dem sowohl das deutsche Abitur (Allgemeine Hochschulreife nach baden-württembergischem Recht) als auch in englischer Sprache das International Baccalaureate Diploma (IB) abgelegt werden kann. Ein speziell in Salem entwickelter englischsprachiger Schulzweig führt ab Klasse 8 auf das IB hin.
2013 wurde das interdisziplinär angelegte Salem Kolleg gegründet, um leistungsstarken Absolventen von Gymnasien eine fundierte Berufs- und Studienwahlentscheidung zu ermöglichen. Gründungsrektor ist der ehemalige Generalsekretär der Studienstiftung des deutschen Volkes, Gerhard Teufel.
Seit dem Schuljahr 2018/2019 bietet Salem außerdem das Programm „Aufbaugymnasium 10PLUS“, einen dreijährigen gymnasialen Aufbauzweig, der ehemaligen Realschülern, Schülern von Gemeinschafts- und Gesamtschulen, Schülern von Waldorfschulen und anderen „Quereinsteigern“ den Weg zum Abitur ermöglichen soll.

## Kosten
Im Schuljahr 1978/1979 kostete ein Schüler, je nach Zahlungsgruppe, zwischen 16.500 und 21.300 DM.
Heute richten sich die Schulgebühren für Internatsschüler nach der Jahrgangsstufe und betragen für interne Schüler im Schuljahr 2025/2026 zwischen 50.400 und 55.980 Euro (ohne Nebenkosten) pro Jahr.

## Organisation und Gremien an der Schule Schloss Salem

### Internatsverein
Die Schule befindet sich in freier Trägerschaft des gemeinnützigen Vereins Schule Schloss Salem e. V. Dieser setzt sich hauptsächlich aus Altschülern der Schule zusammen. Der Verein kann neue Mitglieder zuwählen, allerdings liegt laut der Satzung vom 2. Mai 2009 das Vorschlagsrecht hierfür bei einem dreiköpfigen Nominierungsausschuss, der auch Vorschläge für die Wahl zum Vorstand des Vereins und zum Kuratorium der Schule macht.
Der Vorstand des Internatvereins besteht aus fünf Vereinsmitgliedern, die in der Vollversammlung auf jeweils drei Jahre gewählt werden. Die Mitglieder des Vorstandes haften nach den Regeln des Vereinsrechts.
Von 2010 bis 2019 war Robert Leicht Vorstandsvorsitzender des Trägervereins. In seine Amtszeit fielen die Eröffnung des Salem Kollegs in Überlingen, die Schließung des Standorts Burg Hohenfels sowie millionen-hohe Investitionen in Renovierungen am Standort Schloss Salem. Leicht war von 1954 bis 1963 Schüler des Internats.
Am 16. März 2019 wurde Maximilian Dietzsch-Doertenbach zum Vorstandsvorsitzenden des Trägervereins gewählt. Er war zwischen 1963 und 1970 Schüler an der Schule Schloss Salem. Seine Frau, Nicole Dietzsch-Doertenbach, die auch im Vorstand sitzt, ist die Tochter von Axel von dem Bussche, der von 1959 bis 1962 Leiter der Schule war.

### Schule Schloss Salem gemeinnützige Betriebsgesellschaft mbH
Der Internatsverein hat im Jahr 2009 die operative Arbeit der Schule auf eine gemeinnützige GmbH, auf die „Schule Schloss Salem gGmbH“, übertragen, an der er 100 Prozent der Anteile hält. Der Vorstand des Internatsvereins ist in Personalunion Aufsichtsrat dieser gGmbH. Die Berufung oder Abberufung ihrer drei Geschäftsführer, also auch des Gesamtleiters der Schule, ist Aufgabe des Aufsichtsrates.
Die Geschäftsführung der Schule Schloss Salem gGmbH besteht aus Henrik Fass, Gesamtleiter und Vorsitzender der Geschäftsführung, und dem kaufmännischen Geschäftsführer Thomas Obitz.
Zum Verein gehört ein Kuratorium, dem neben Bernhard von Baden als Vorsitzendem außerdem Nicola Leibinger-Kammüller, August Oetker, Günther Oettinger und Bettina Würth angehören.

### Weitere außerschulische Gremien
Die Friends of Salem Association (Vereinigung der Förderer der Schule Schloss Salem e. V. – Förderverein) finanziert und realisiert Projekte, die das Erziehungskonzept Salems unterstützen. Dem Förderverein gehören Eltern, Kollegen und Freunde der Schule Schloss Salem an.
Die gemeinnützige Kurt-Hahn-Stiftung stellt finanzielle Mittel bereit, um begabten Kindern und Jugendlichen durch Stipendien den Besuch Salems zu ermöglichen.
Die Altsalemer Vereinigung (ASV) ist der Zusammenschluss ehemaliger Salemer Schüler aller Jahrgänge.

## Persönlichkeiten

### Ehemalige Schulleiter
- 1920–1923: Kurt Hahn, Karl Reinhardt, Gründungsdirektoren
- 1923–1933: Kurt Hahn
- 1924–1930: Wilhelm Schmidle (pädagogischer Leiter)
- 1933: Erich Meissner (Internatsleitung), Gustav Mittelstraß
- 1934–1943: Heinrich Blendinger
- 1943: Carl Theil, in Vertretung für den erkrankten Heinrich Blendinger
- Januar 1944–1945: SS-Obersturmführer Walter Schmitt
- 1945–1948: Marina Ewald
- 1948–1959: Georg Wilhelm von Hannover
- 1959–1962: Axel von dem Bussche
- 1962: Horst Freiherr von Gersdorff
- 1962–1971: Hartwig von Bernstorff
- 1972–1974: Ilse Lichtenstein-Rother
- 1974–2005: Bernhard Bueb
- 2005–2006: Ingrid Sund
- 2007–2011: Eva Marie Haberfellner
- 2012–2022: Bernd Westermeyer

### Ehemalige Lehrer (Auswahl)
- Helene Baer (1906–), Lehrerin für Alte und Neue Sprachen in Hohenfels und Salem 1935–1948
- Otto Baumann (1890–1982), Studiendirektor, Lehrer für Geschichte 1920–1934, danach in den Staatsdienst übernommen
- Hildegard Disch (1892–1948), Lehrerin für Griechisch und Latein 1928–1948, beteiligte sich am Wiederaufbau der Schule 1945
- Marina Ewald (1887–1976), seit 1920 als Lehrerin für Englisch und Erdkunde, 1929 erste Leiterin der Zweigschule Spetzgart, nach 1945 Gesamtleiterin
- Götz Frömming (* 1968), Lehrer für Deutsch, Geschichte und Politik, sowie Politiker (AfD)
- Otto Glaeser (1884–1948), Lehrer für Deutsch und Geschichte in Salem und Hohenfels 1927–1944
- Maria Köppen (1890–1967), Leiterin des Hermannsbergs, dann von Spetzgart, seit 1937 von Hohenfels, Lehrerin 1921–1955
- Wilhelm Kuchenmüller (1900–1998), Lehrer für Latein und Griechisch 1920–1933
- Gertrud Kupffer (1889–1976), Leiterin des Hermannsberg, Lehrerin für Deutsch und Geschichte seit 1926
- Elisabeth Otto (geb. Levetzow) (1910–2012), Mitarbeiterin auf Hohenfels, Lehrerin für Latein und Geschichte
- Gustav Mittelstraß (1891–1943), Lehrer 1923 bis 1924 in Salem, leitete seit 1932 die Zweigschule Birklehof und wurde 1933 als erster NS-Schulleiter nach Salem berufen
- Alfred Raudenbusch (* 1904), Lehrer 1932 bis 1933, danach in den Staatsdienst übernommen
- Arnold Gottfried Reichenberger (1903–1977), Lehrer für Latein, Griechisch und Deutsch 1927–1931
- Wilhelm Schmidle (1860–1951), pädagogischer Leiter, Studiendirektor, Lehrer für Mathematik und Naturwissenschaften 1924–1930
- Heinz Schüler (* 1899), Lehrer um 1936–1944, nach 1945 am Gymnasium Überlingen
- Otto Seydel (* 1945), Lehrer für Religion und Psychologie, Leiter des Hohenfels' und später Leiter der Oberstufe
- Viktor Stegemann (1902–1948), Lehrer für Griechisch und Latein und schulischer Leiter bis zu seiner Berufung an die Universität Würzburg 1939
- Carl Theil (1886–1945), Lehrer 1941–1944, 1943 Schulleiter in Vertretung des erkrankten Heinrich Blendinger

### Ehemalige Schüler (Auswahl)
- Berthold von Baden (1906–1963), Sohn des Salem-Gründers Max Prinz von Baden
- Gabriele Prinzessin zu Leiningen (* 1963), von 1998 bis 2014 Begum der Ismailiten
- Jan Balet (1913–2009), Maler, Zeichner und Illustrator
- Patrice Bart-Williams (* 1979), Reggae-Sänger
- Günther Becker (1924–2007), Komponist
- Hellmut Becker (1913–1993), Jurist und Bildungsforscher
- Andreas von Bernstorff (* 1945), Politiker (Grüne)
- Ferdinand von Bismarck (1930–2019), Rechtsanwalt
- Sebastian Blomberg (* 1972), Schauspieler
- Erik Blumenfeld (1915–1997), Unternehmer und CDU-Politiker (als gewählter Abgeordneter einziger Auschwitz-Überlebender in der Geschichte des Deutschen Bundestages)
- Michael Braulke (* 1941), Wirtschaftswissenschaftler und Professor für VWL/Außenwirtschaftstheorie an der Universität Osnabrück
- Hans Brockmann, Filmproduzent („The Usual Suspects“ gewann 1996 zwei Oscars)
- Hugo Cadenbach (1916–2000), Privatbankier und Diplomat
- Christian Delbrück (1944–2006), Journalist und Verlagsmanager
- Bettina Fless (1961–2007), Schauspielerin und Theaterregisseurin
- Wolf-Dietrich Foerster (1928–2021), Arzt und Maler
- Esther Francksen (* 1970), Schauspielerin
- Pia Frankenberg (* 1957), Filmemacherin und Autorin
- Rüdiger von Fritsch (* 1953), Diplomat und Sachbuchautor
- Wolfram von Fritsch (* 1961), Manager
- Jochen Abraham Frowein (* 1934), Rechtswissenschaftler
- Joachim Egon Fürst zu Fürstenberg (1923–2002), Unternehmer
- Lothar Gall (1936–2024), Historiker und Bismarck-Biograf
- Arndt Geiwitz (* 1969), Wirtschaftsprüfer und Insolvenzverwalter
- Marian Gold (Hartwig Schierbaum) (* 1954), Mitgründer und Sänger der Band Alphaville
- Sophia von Griechenland (* 1938), ehem. Königin von Spanien
- Pedro Halffter (* 1971), Komponist und Dirigent
- Hildegard Hamm-Brücher (1921–2016), Politikerin
- Ernst August von Hannover (1914–1987), Chef des Hauses Hannover
- Georg Wilhelm von Hannover (1915–2006), Enkel des letzten deutschen Kaisers und Schwager von Prinz Philip
- Oliver Hassencamp (1921–1988), Schriftsteller
- Guido Herz (* 1950), Diplomat
- Claus Hüppe (1924–2009), Unternehmer und Mäzen
- Wolfgang Kiessling (* 1937), Unternehmer
- Hansjörg Kindler (1933–2015), Theologe und Künstler
- Christian Kracht (* 1966), Schriftsteller
- Knut von Kühlmann-Stumm (1916–1977), Politiker (FDP, später CDU)
- Eberhard von Kuenheim (* 1928), Vorstandsvorsitzender der BMW AG
- Robert Leicht (* 1944), Journalist und Publizist
- Malte Ludin (* 1942), Regisseur und Produzent
- Golo Mann (1909–1994), Historiker und Schriftsteller, Sohn von Thomas Mann
- Monika Mann (1910–1992), Schriftstellerin, Tochter von Thomas Mann
- Peter Michaelis (* 1946), Manager
- Volker Michels (* 1943), Herausgeber von Hermann Hesse
- George Lachmann Mosse (1918–1999), Historiker

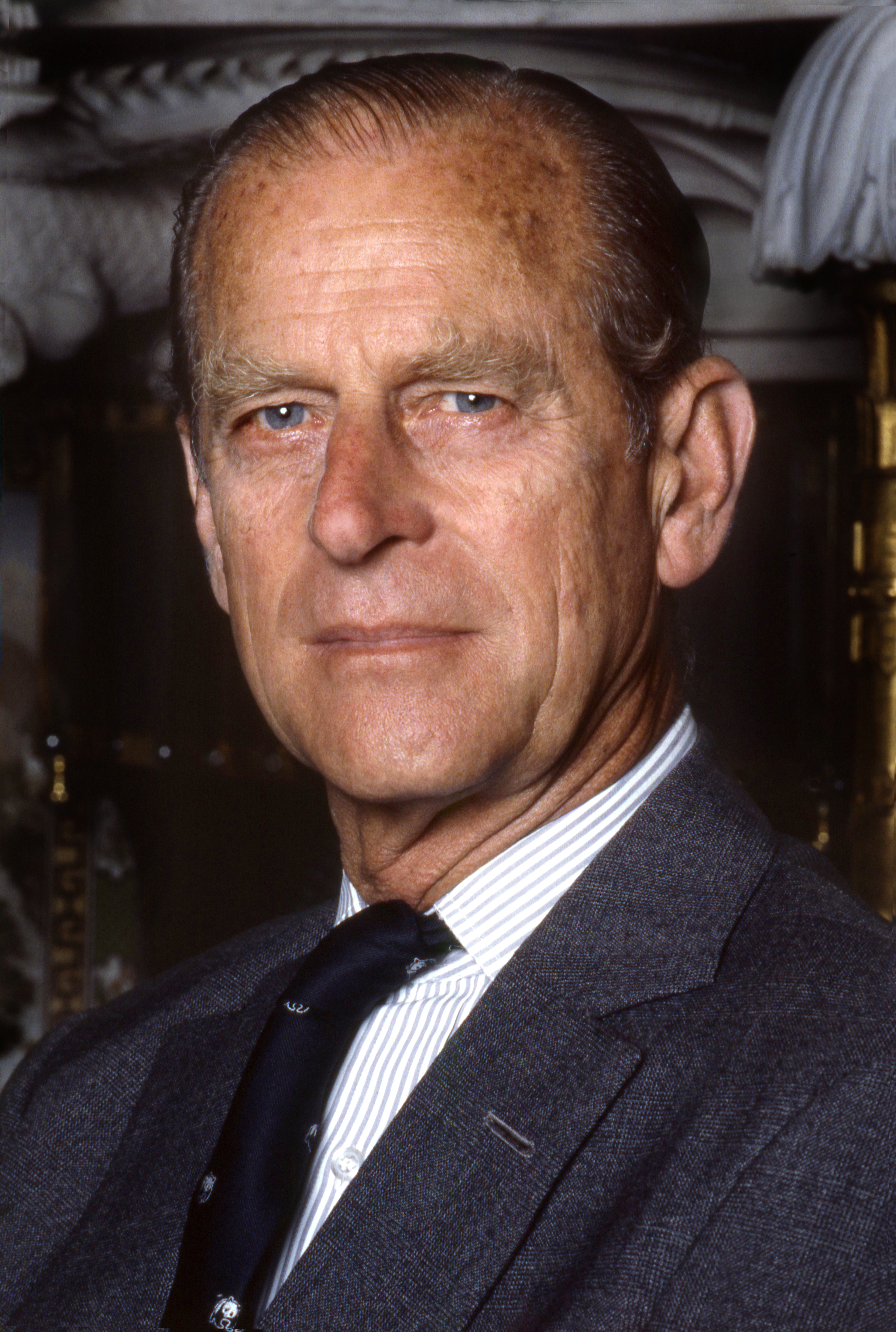
Prinz Philip, Duke of Edinburgh

- Prinz Philip, Duke of Edinburgh (1921–2021), Prinzgemahl der ehemaligen britischen Königin Elisabeth II.
- Elisabeth Noelle-Neumann (1916–2010), Gründerin Institut für Demoskopie Allensbach
- Hans-Ulrich von Oertzen (1915–1944), Major i. G. und Widerstandskämpfer vom 20. Juli 1944
- August Oetker d. J. (* 1944), persönlich haftender Gesellschafter der Dr. August Oetker KG
- Leonie Ossowski (1925–2019), Schriftstellerin
- Philipp Plein (* 1978), Designer und Modemacher
- Natacha Rambova (1897–1966), Kostüm- und Bühnenbildnerin
- Ilse Reiter (1920–2009), Politikerin (DPS)
- Alice Ricciardi geb. von Platen-Hallermund (1910–2008), Ärztin und Gruppenanalytikerin
- Michael-Benedikt Prinz von Sachsen-Weimar-Eisenach (* 1946), Oberhaupt des Hauses Sachsen-Weimar und des Gesamthauses Wettin
- Klaus Schultze (* 1927), Bildhauer und Keramikkünstler
- Christoph Andreas Graf von Schwerin von Schwanenfeld (1933–1996), Verleger, Herausgeber und Übersetzer
- Walter Sittler (* 1952), Schauspieler
- Ariane Sommer (* 1977), Schauspielerin und Autorin
- Berthold Maria Schenk Graf von Stauffenberg (* 1934), Generalmajor a. D., ältester Sohn von Claus Schenk Graf von Stauffenberg
- Andreas von Studnitz (* 1954), Theaterintendant, Regisseur und Schauspieler
- Nicola Tiggeler (* 1960), Schauspielerin
- Axel Troost (1954–2023), Politiker und MdB, Die Linke
- Georgia van der Rohe (1914–2008), Tänzerin, Schauspielerin und Regisseurin
- Ingrid Warburg Spinelli (1910–2000), Philanthropin, Antifaschistin und Sozialistin
- Otto Westphal (1913–2004), Chemiker und Immunologe
- Reinhard Zinkann (* 1959), Geschäftsführender Gesellschafter der Firma Miele

## Weiteres
Die Schule Schloss Salem ist eines der Gründungsmitglieder von Round Square und gehört der Round Square Conference an, einem internationalen Zusammenschluss von mehr als 200 Schulen aller Kontinente, die sich der Pädagogik Kurt Hahns verpflichtet fühlen. Diese Schulen arbeiten nach den IDEALS von Round Square (International Understanding, Democracy, Environmental Stewardship, Adventure, Leadership, Service), realisieren gemeinsam Schüler-Hilfsprojekte in aller Welt und pflegen einen regen globalen Schüleraustausch.
Von Salem ausgehend wurden die Internate Schule Birklehof (Schwarzwald, 1932) und Louisenlund (Schleswig-Holstein, 1949) gegründet.
Die Schule ist Mitglied im Schulverbund 'Blick über den Zaun'.
Die Schule Schloss Salem unterhält eine Partnerschaft mit der Tsinhua High School in Peking.
Im Dezember 2016 wurde die Schule Schloss Salem eingeladen, sich dem Netzwerk der G20 Schools anzuschließen, das den Gedankenaustausch der Leiter von Modellschulen aus aller Welt zu ermöglichen sucht (seit 2018 „G30 Schools“).